# Mount Jerome Cemetery
Der Mount Jerome Cemetery (irisch Reilig Chnocán Iaróm) ist ein Friedhof in Dublin, Irland. Er wurde im Jahre 1836 für Protestanten der Stadt angelegt. Seit 1920 wurden auch Katholiken hier beigesetzt.
Die neogotische Kirche am Friedhof wurde 1845 von William Atkins entworfen.

## Bekannte Personen
Auf dem Friedhof sind über 300.000 Personen beigesetzt, darunter bekannte Schriftsteller, Künstler und Kaufleute. Einige bekannte auf dem Friedhof beigesetzte Persönlichkeiten sind:
- Henry Bewley (1804–1876), Unternehmer
- Edward Bunting (1773–1843), Musiker
- Peter Caffrey (1949–2008), Schauspieler (Ballykissangel)
- Martin Cahill (1949–1994), „Der General“, der bekannteste Gangster Dublins, von der IRA getötet
- James Campbell, 1. Baron Glenavy (1851–1931), Politiker, Lord Chancellor of Ireland
- William Carleton (1794–1869), Schriftsteller
- Thomas Davis, Dichter und Patriot
- Thomas Grubb (1800–1878), Optiker
- Benjamin Guinness (1798–1868), Bierbrauer und Philanthrop, und weitere Mitglieder der Familie
- William Rowan Hamilton (1805–1865), Mathematiker
- John Kells Ingram, irischer Dichter, Nationalökonom, Historiker, Patriot
- Thomas Caulfield Irwin (1823–1892), Dichter, Schriftsteller
- John Hewitt Jellett (1817–1888), Provost von Trinity College
- Eleanor Knott (1886–1975), Keltologin und Lexikografin
- George Petrie (1790–1866), Archäologe, Musiker und Maler
- Joseph Sheridan Le Fanu (1814–1873), Schriftsteller, seine Frau Susanna und sein Schwiegervater
- Máirtín Ó Cadhain (1906–1970), Schriftsteller
- Walter Osborne (1859–1903), Maler
- Sarah Purser (1848–1943), Malerin und Kunstförderin
- George Russell (1867–1935), Dichter, Herausgeber, Maler, Journalist
- John Millington Synge (1871–1909), Schriftsteller
- William Wilde (1815–1876) und Jane Francesca Elgee (1821–1896), Eltern von Oscar Wilde
- Jack Butler Yeats (1871–1957), Maler